# 朱一鶚
朱一鹗（？—？），號冲宇，福建漳州府漳浦县人，明朝政治人物。

## 生平
萬曆二十二年（1594年）甲午科福建鄉試第二十九名舉人，二十六年（1598年）戊戌科会试第七名，廷试三甲五十四名進士。通政司觀政，次年授浙江定海县知县，三十四年升南京工部主事，管芦政，三十五年龍江、毛屑二关抽分，三十七年升员外郎，三十八年升郎中，本年官扬州府知府，四十年丁憂。四十三年補彰德知府，四十四年升湖廣按察司副使，次年致仕。